# Supercopa d'Europa de futbol 1998
La Supercopa d'Europa 1998 es va disputar el 28 d'agost de 1998 i va enfrontar el Chelsea FC i el Reial Madrid a l'Estadi Louis II de Mònaco.
El Chelsea FC va disputar el partit com a campió de la Recopa d'Europa de futbol 1997-98 després de vèncer en la final el VfB Stuttgart. El Reial Madrid ho va fer com a campió de la Lliga de Campions de la UEFA 1997-98 després d'haver guanyat a la final la Juventus FC.

## El partit

### Detalls
| Reial Madrid | 0–1  | Chelsea FC |
| ------------ | ---- | ---------- |
|              | Acta | Poyet 82'  |

| Reial Madrid | Chelsea |

| GK           | 1  | Bodo Illgner       |     |     |
| RB           | 2  | Christian Panucci  |     |     |
| CB           | 4  | Fernando Hierro    |     |     |
| CB           | 5  | Manuel Sanchís (c) |     |     |
| LB           | 3  | Roberto Carlos     |     |     |
| RM           | 22 | Christian Karembeu | 52' | 58' |
| DM           | 6  | Fernando Redondo   |     |     |
| CM           | 10 | Clarence Seedorf   |     |     |
| LM           | 11 | Sávio              |     |     |
| SS           | 7  | Raúl               |     |     |
| CF           | 8  | Predrag Mijatović  |     | 73' |
| Suplents:    |    |                    |     |     |
| GK           | 13 | Pedro Contreras    |     |     |
| DF           | 12 | Iván Campo         |     |     |
| DF           | 19 | Fernando Sanz      |     |     |
| MF           | 14 | Guti               |     |     |
| MF           | 16 | Jaime              |     |     |
| MF           | 17 | Robert Jarni       |     | 73' |
| FW           | 15 | Fernando Morientes | 85' | 58' |
| Entrenador:  |    |                    |     |     |
| Guus Hiddink |    |                    |     |     |

| GK              | 1  | Ed de Goey          |     |     |
| RB              | 17 | Albert Ferrer       | 7'  |     |
| CB              | 12 | Michael Duberry     |     |     |
| CB              | 5  | Frank Leboeuf       |     |     |
| LB              | 14 | Graeme Le Saux      |     |     |
| RM              | 11 | Dennis Wise (c)     |     |     |
| DM              | 6  | Marcel Desailly     |     |     |
| CM              | 16 | Roberto Di Matteo   |     | 63' |
| LM              | 3  | Celestine Babayaro  | 32' |     |
| SS              | 25 | Gianfranco Zola     |     | 83' |
| CF              | 10 | Pierluigi Casiraghi |     | 89' |
| Suplents:       |    |                     |     |     |
| GK              | 13 | Kevin Hitchcock     |     |     |
| DF              | 21 | Bernard Lambourde   |     |     |
| MF              | 7  | Brian Laudrup       |     | 83' |
| MF              | 8  | Gus Poyet           |     | 63' |
| MF              | 24 | Eddie Newton        |     |     |
| MF              | 28 | Jody Morris         |     |     |
| FW              | 19 | Tore André Flo      |     | 89' |
| Entrenador:     |    |                     |     |     |
| Gianluca Vialli |    |                     |     |     |

| Millor jugador del partit: Gus Poyet (Chelsea) Àrbitres assistents: Jacques Mas (França) Pierre Ufrasi (França) | Regles del partit - 90 minuts. - 30 minuts de temps afegit en cas necessari. - Tanda de penals en cas d'empat després del temps afegit. - Set suplents disponibles. - Tres canvis permesos com a màxim. |

| Supercopa d'Europa 1998 |
| ----------------------- |
| Anglaterra              |
| Chelsea FC Primer títol |